# Changqing (socken)
Changqing (kinesiska: 长青, 长青乡) är en socken i Kina. Den ligger i provinsen Hunan, i den södra delen av landet, omkring 91 kilometer sydväst om provinshuvudstaden Changsha. Antalet invånare är 15654. Befolkningen består av 7 602 kvinnor och 8 052 män. Barn under 15 år utgör 19,0 %, vuxna 15-64 år 69 %, och äldre över 65 år 11,0 %.
Genomsnittlig årsnederbörd är 1 770 millimeter. Den regnigaste månaden är maj, med i genomsnitt 314 mm nederbörd, och den torraste är oktober, med 35 mm nederbörd.